# Vaire
Vaire – gmina we Francji, w regionie Burgundia-Franche-Comté, w departamencie Doubs. W 2013 roku populacja na terenie obecnej gminy wynosiła 768 mieszkańców. 
Gmina została utworzona 1 stycznia 2016 roku z połączenia dwóch wcześniejszych gmin: Vaire-Arcier oraz Vaire-le-Petit. Siedzibą gminy została miejscowość Vaire-Arcier. 